# Champlitte
Champlitte is een gemeente in het Franse departement Haute-Saône (regio Bourgogne-Franche-Comté). De plaats maakt deel uit van het arrondissement Vesoul. Champlitte telde op 1 januari 2022 1.601 inwoners.

## Geografie
De oppervlakte van Champlitte bedroeg op 1 januari 2022 128,9 vierkante kilometer; de bevolkingsdichtheid was toen 12,4 inwoners per km².

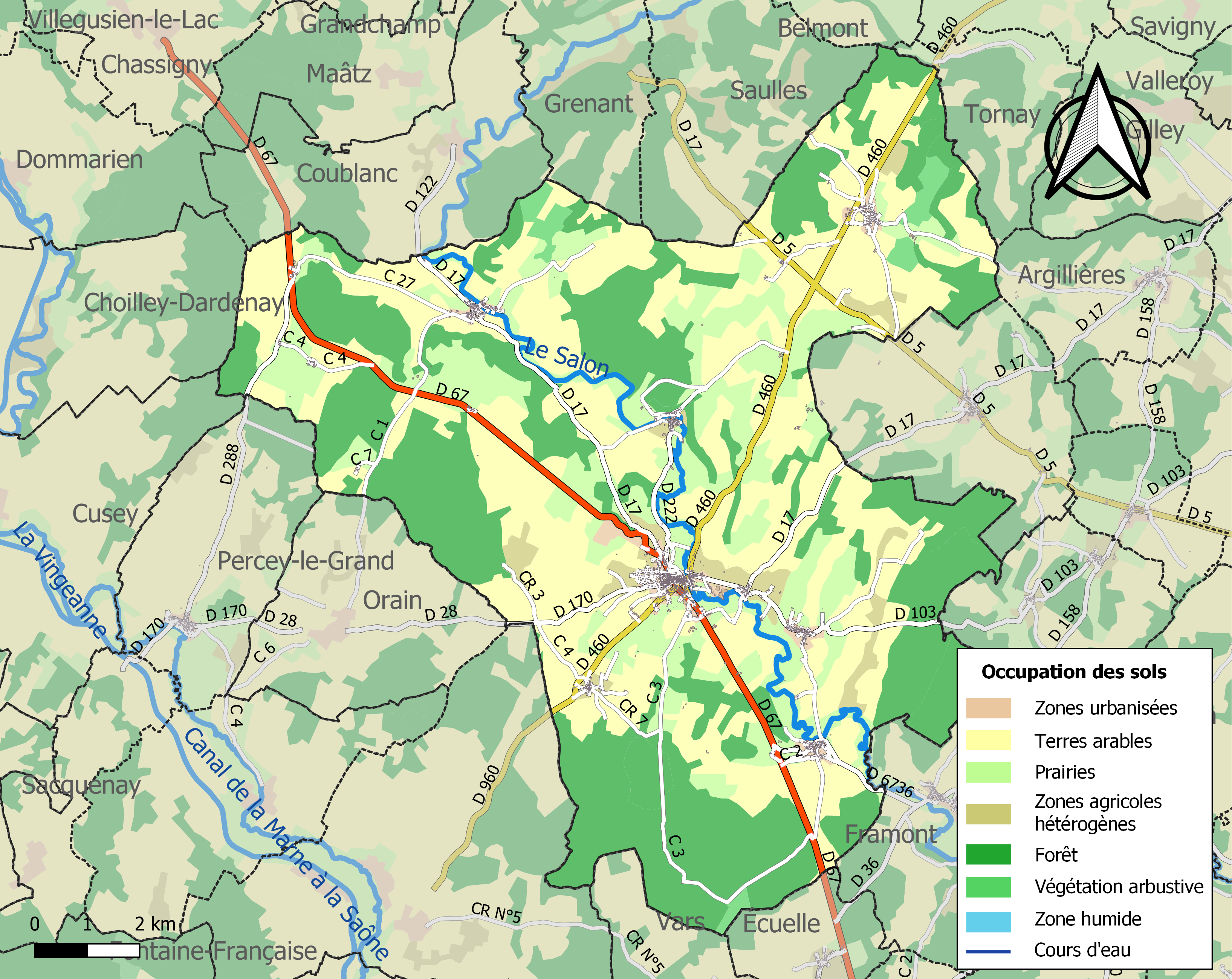
Kaart van de gemeente met de belangrijkste infrastructuur, bodemgebruik en omliggende gemeenten

## Demografie
Onderstaande figuur toont het verloop van het inwonertal (bron: INSEE-tellingen).

## Geboren in Champlitte
- Marcel Hanriot (1894-1961), luchtvaartpionier